# Кринов, Евгений Леонидович
Евгений Леонидович Кринов (18 февраля [3 марта] 1906, Отъяссы, Тамбовская губерния, Российская империя — 2 января 1984, Москва, СССР) — советский геодезист, метеоритчик, астроном и геолог, доктор геолого-минералогических наук. Основоположник оптики ландшафта — научной основы современных дистанционных аэрокосмических методов изучения Земли, Луны и других больших и малых космических тел, председатель Комитета по метеоритам АН СССР (c 1972).

## Биография
Родился 18 февраля (3 марта) 1906 в селе Отъяссы, Моршанский уезд, Тамбовская губерния, в семье священника.
С сентября 1918 по июнь 1926 года работал конторщиком, затем делопроизводителем и счетоводом в Кершенском лесничестве, Моршанский уезд.
C июня 1926 года — научно-технический сотрудник метеоритного отдела Минералогического музея АН СССР в Ленинграде.
С января 1931 по январь 1937 года работал научным сотрудником в Центральном научно-исследовательском институте геодезии, аэросъёмки и картографии. В апреле 1936 года институт переехал из Ленинграда в Москву.
В 1931—1936 годах, одновременно заведовал астрономической обсерваторией Естественнонаучного института имени П. Ф. Лесгафта, астрофизическое отделение.
С 1936 года (по совместительству) — научный сотрудник метеоритного отдела Института геохимии, минералогии и кристаллографии имени М. В. Ломоносова в Москве.
С 1939 года — в Комитете по метеоритам АН СССР, созданном на базе этого отдела в ИГН АН СССР, с 1943 года — учёный секретарь Комитета.
В 1941 году Е. Л. Кринова из-за травмы ноги в армию не взяли, он эвакуировал метеоритную коллекцию АН СССР в Казань.
В 1957 году входил в советскую делегацию на Международной конференции по межпланетной материи, Йена, 7 по 12 октября 1957 года.
В 1961 году за научные труды ему была присуждена ученая степень почётного доктора геолого-минералогических наук.
С 1972 года — председатель Комитета по метеоритам АН СССР, одновременно с 1979 года — заведующий вновь созданной лабораторией метеоритики Института геохимии и аналитической химии АН СССР.
Изучал спектральные отражательные способности горных пород, различных минералов и метеоритов, разработал их спектрофотометрическую классификацию, а также морфологическую классификацию метеоритов. Предложил новый, морфологический, метод изучения падений метеоритов на Землю. Составил каталог и атлас спектральных коэффициентов яркости, используемых в аэрофотосъемке и при сравнении земных горных пород с небесными телами.
Под руководством Л. А. Кулика занимался исследованием Тунгусского феномена, в 1929—1930 годах в качестве астронома лично принимал участие в самой продолжительной экспедиции к месту его падения.
Руководил многими[уточнить] экспедициями по изучению падений метеоритов, в том числе Сихотэ-Алинского железного метеоритного дождя (1947).
Скончался 2 января 1984 года в Москве. Похоронен на Кунцевском кладбище, участок № 8.

## Награды и премии
- 1946 — Медаль «За доблестный труд в Великой Отечественной войне 1941—1945 гг.»
- 1952 — Сталинская премия второй степени за исследования в теории метеоритики, изложенные в книгах: «Метеориты», «Тунгусский метеорит» и в статье «Форма и поверхностная структура как факторы плавания индивидуальных экземпляров Сихотэ-Алинского железного метеоритного дождя», опубликованной в журнале «Метеоритика» (1950)
- 1971 — Медаль имени Фредерика Леонарда Американского метеоритного общества.

## Память
В его честь были названы:
- криновит[кат.] — минерал открытый в метеорите (1966)[7][8].
- (2887) Кринов — малая планета, астероид № 2887.